# 遠藤マサアキ
遠藤マサアキ（Endo Masaaki　えんどうまさあき　1979年11月15日生まれ）は、日本のミュージシャン、ギタリスト。愛知県名古屋市出身。血液型はA型。元Ash、Chocolate's、avogadoのメンバー。その後アコースティックギターのインストミュージックで遠藤マサアキとしても活動。
現在は、様々なアーティストのライブ、レコーディング等で活動。

## 経歴
名古屋市出身のギタリスト。
２０歳の時バンドで東京へ。
野村沙知代さんとのコラボ、全国ツアー、 CD全国発売。
自身のバンドの番組のFMパーソナリティとして活躍。
ギターの楽しさ魅力を伝えられる事の喜びに気づき、
ギターレッスンBean's Studioを２００５年に開校。
現在は、ボーカル、ドラム講師を迎え、音楽スクールとして、
名古屋と三河に２校を展開。

ZEPP名古屋で２回のワンマンライブを成功させたバンドSilver Susiのギタリストとして、
テレビ愛知「カミナリコゾウ」にも一年間レギュラー出演を果たす。
きゃりーぱみゅぱみゅの映画にて、劇中歌のギター２曲を担当、音楽協力として、エンド
ロールに名前が載る。
CBCラジオ「感謝の達人」のJA愛知南ラジオCM、テレビ愛知天気予報、
テレビ愛知「カミナリコゾウ」主題歌にもギターレコーディングで参加。
現在は数多くのアーティストのサポート
（あきいちこ、スワンリバーデージー、さとちき、 B-FISH、ミチコロンブス、今井美帆、渡部裕也、袈裟丸祐介、Mica、中山将、TO-YA、佐藤ユウカなど）
レコーディング、
アイドル、バンドへの楽曲提供、
アコースティックギターのインストでソロ活動を展開中。
ホームページ　http://endo-masaaki.jimdo.com

## ディスコグラフィー
Ash　
１st mini album 「〜Aleph〜」
2nd mini album 「AV/NORMAL」
Chocolate's 
1st mini album 「宝箱」
2nd mini album 「Because My World!」
avogado
1st mini album 「コントラスト」
遠藤マサアキ
ソロ名義　「すごいCD」

## 参加作品
あきいちこ「step step」「the NEXT ONEderful」
「バタフライ」
Silver Susi
「Cozmic Ninjya」
「Rocket"GA"Tobanakute」
「Yacchatta Ozone Hole」
きゃりーぱみゅぱみゅ
「きゃりーぱみゅぱみゅシネマJHON!」劇中歌　２曲担当